# Dreifaltigkeitskirche (Monreal)

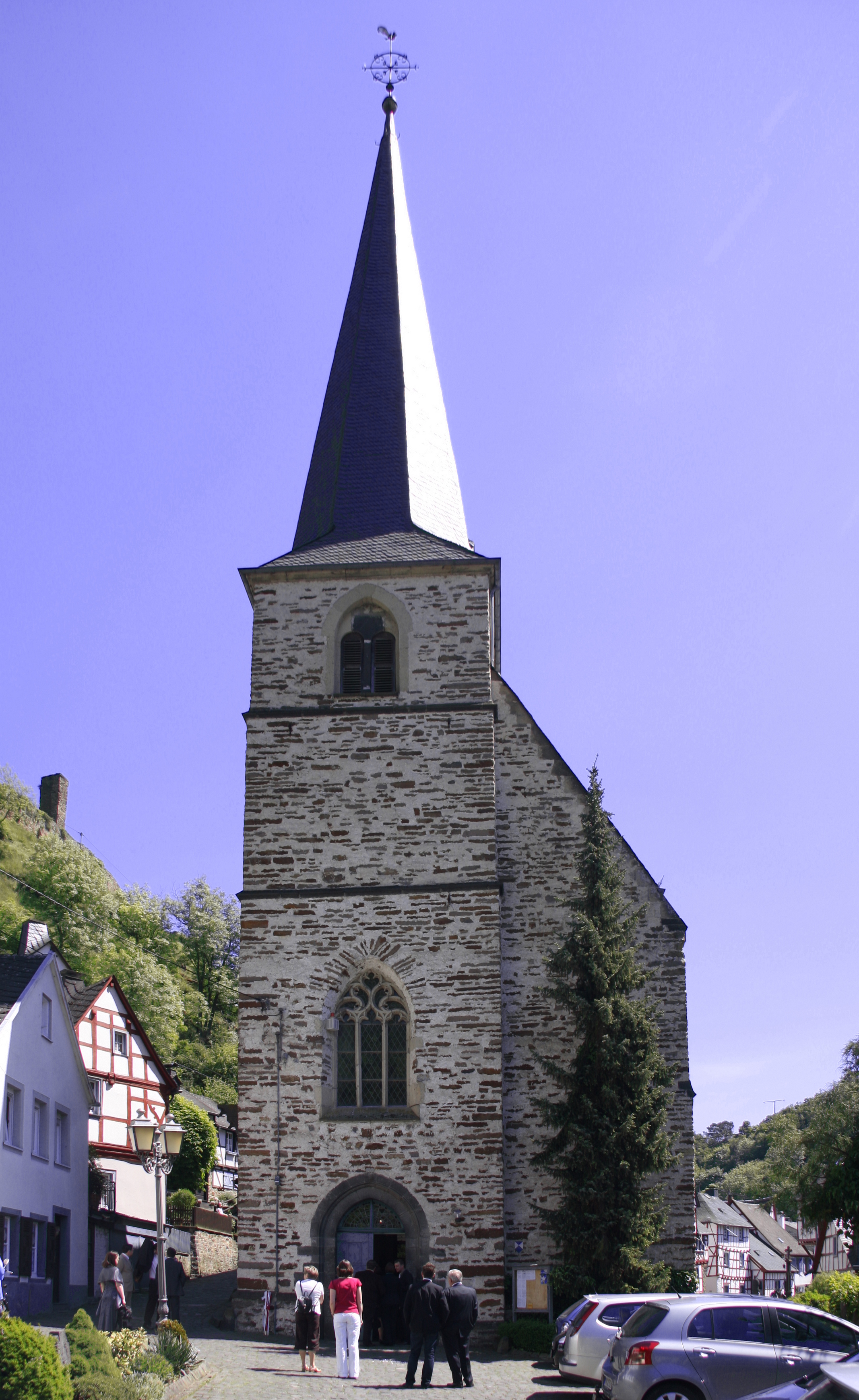
Dreifaltigkeitskirche Monreal

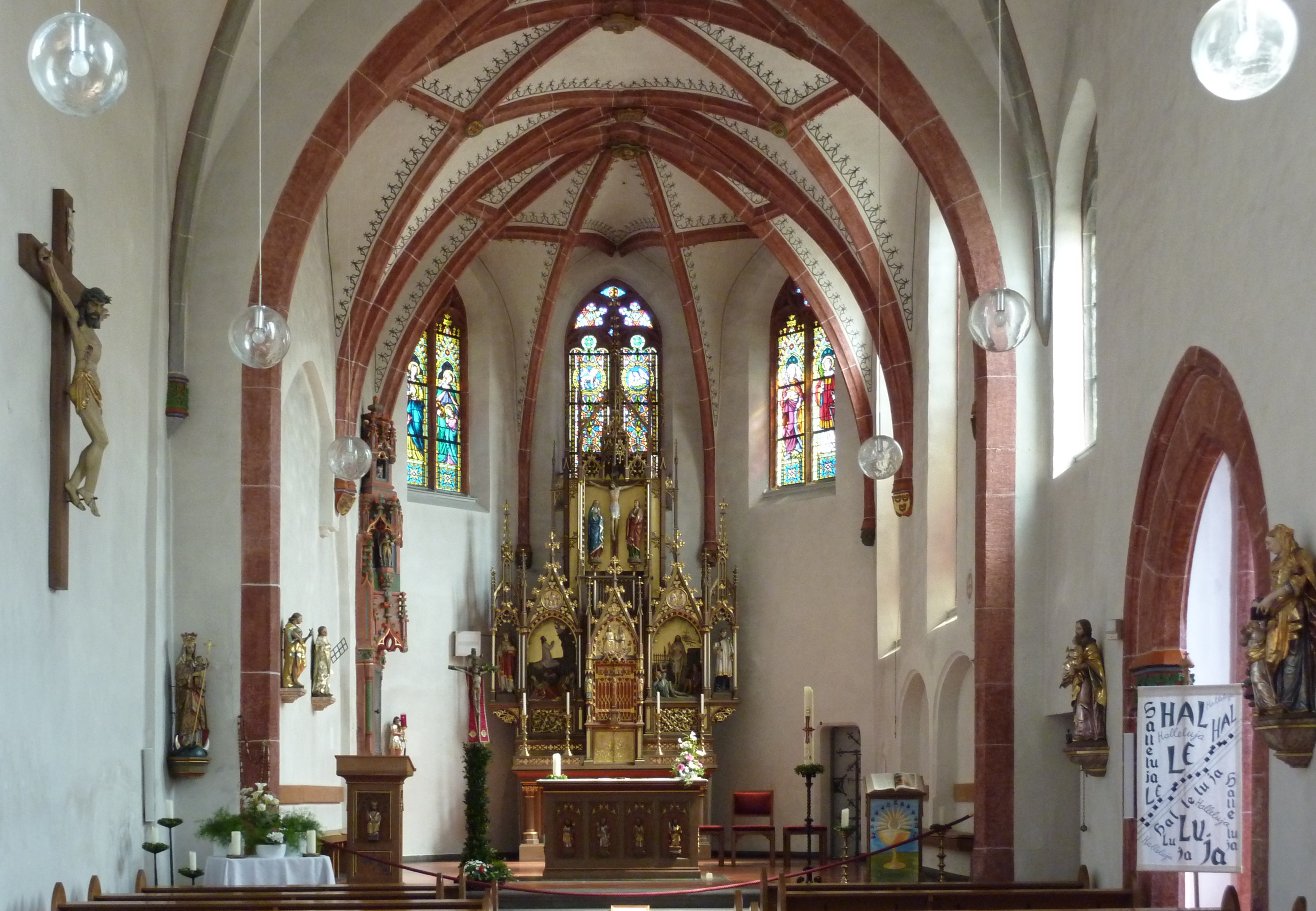
Innenraum

Die römisch-katholische Pfarrkirche Heiligste Dreifaltigkeit in Monreal, einer Ortsgemeinde im Landkreis Mayen-Koblenz in Rheinland-Pfalz, ist im Stil der Gotik errichtet und besitzt zahlreiche originale Ausstattungsstücke. Die Kirche liegt am Ufer der Elz, unterhalb der auch als Löwenburg bezeichneten Großen Burg. Sie ist der Dreifaltigkeit geweiht.

## Geschichte
Die Dreifaltigkeitskirche von Monreal wurde 1460 als Kirche eines Kollegiatstiftes erbaut.

## Architektur

### Außenbau
Die Kirche ist aus Bruchstein errichtet. An der Westfassade erhebt sich der Glockenturm mit seinem spitz zulaufenden, achtseitigen Pyramidendach. Hoch ansetzende Strebepfeiler gliedern die Außenwände.

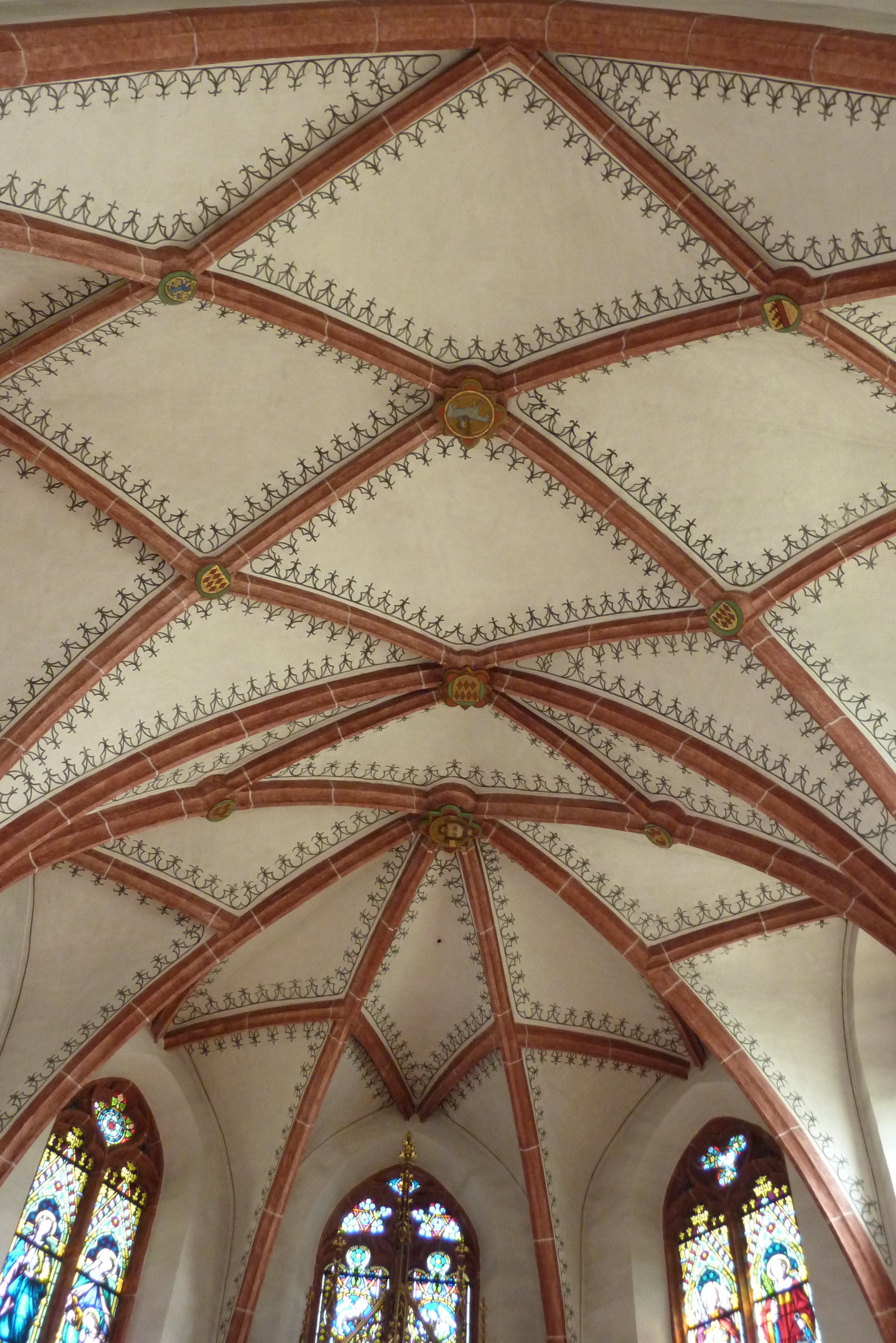
Dreifaltigkeitskirche Monreal, Netzgewölbe

### Innenraum

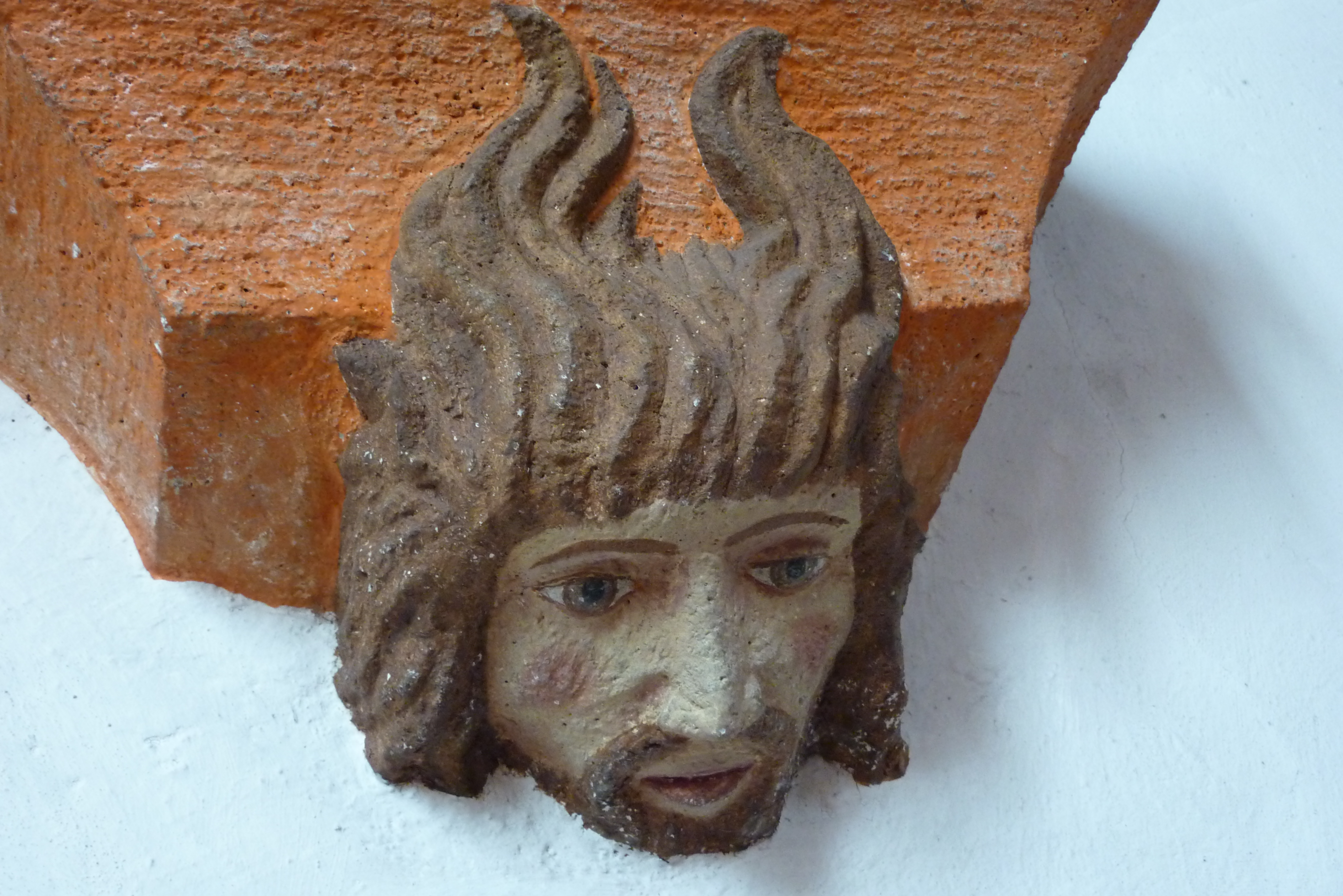
Konsole

Ein Vorraum unter dem Turm führt in das einschiffige Langhaus, das sich über drei ungleiche Joche erstreckt und in einen eingezogenen, fünfseitig geschlossenen Chor mit kleinem Vorjoch mündet. Wie der Vorraum trägt es ein Kreuzrippengewölbe. Die Gewölberippen ruhen auf gebündelten Wanddiensten, die mit Blattkapitellen verziert sind. Teilweise enden sie auf Konsolen mit ausdrucksstarken Gesichtern. Der Chor hat ein Netzgewölbe, auf dessen Schlusssteinen Wappen der Herren von Virneburg dargestellt sind. Rechts an den Chor ist die Sakristei angebaut.
Auf der rechten Seite des Langhauses öffnet sich ein Spitzbogen zur Taufkapelle, deren Kreuzrippengewölbe von schmalen Säulen getragen wird. Die Kapitelle sind mit Laubwerk, Wappen und einem Kopf verziert.
Der Innenraum der Kirche ist einschließlich Vorraum und Chor etwa 32 Meter lang, das Langhaus knapp 8 Meter breit.

## Ausstattung
An der nördlichen Chorwand ist das mit Baldachinen, Fialen und krabbenbesetzten Maßwerkbögen verzierte gotische Sakramentshaus von 1460/1464 erhalten. Die Skulpturen der zwölf Apostel am Zelebrationsaltar stammen von dem 1482 gestifteten Apostelaltar.
Der neugotische Hochaltar der Kirche wurde 1876 von dem Bildhauer F. Ernst aus Koblenz geschaffen. In der oberen Szene ist eine Kreuzigungsgruppe dargestellt, in den beiden unteren Szenen Jesus am Ölberg und die Auferstehung Christi. Die seitlichen Figuren stellen die heilige Agnes und den heiligen Aloisius dar. 
Der Taufstein, 95 cm hoch, in der Taufkapelle stammt aus dem Jahr 1814 oder 1815.
In der Kirche sind Heiligenfiguren aus spätgotischer und barocker Zeit erhalten. An der Westseite des Langhauses ist der mit Pfeilen durchbohrte heilige Sebastian dargestellt, daneben steht eine Pietà. An den Seitenwänden stehen Skulpturen des heiligen Severus mit einem Weberschiffchen als Attribut und des heiligen Silvester, der Schutzpatron der Haustiere und der Landwirte, neben dem eine Kuh kauert. Auf der linken Seite vor dem Chorraum stehen der heilige Laurentius, der einen Rost als Zeichen seines Martyriums in der Hand hält, und die heilige Magdalena mit einem Kreuz und einem Totenschädel unter dem Arm, den Attributen ihrer Buße.

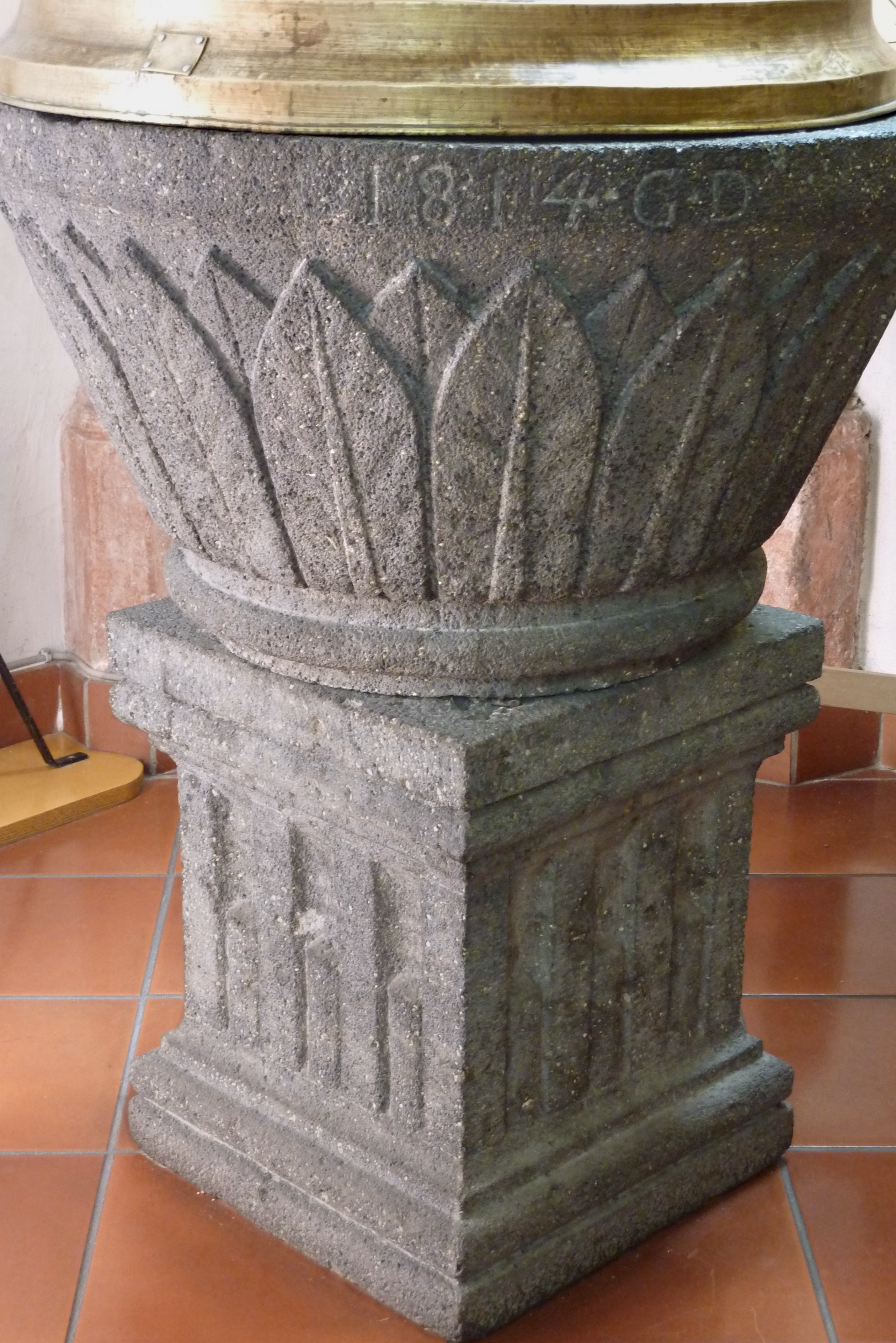
Taufstein
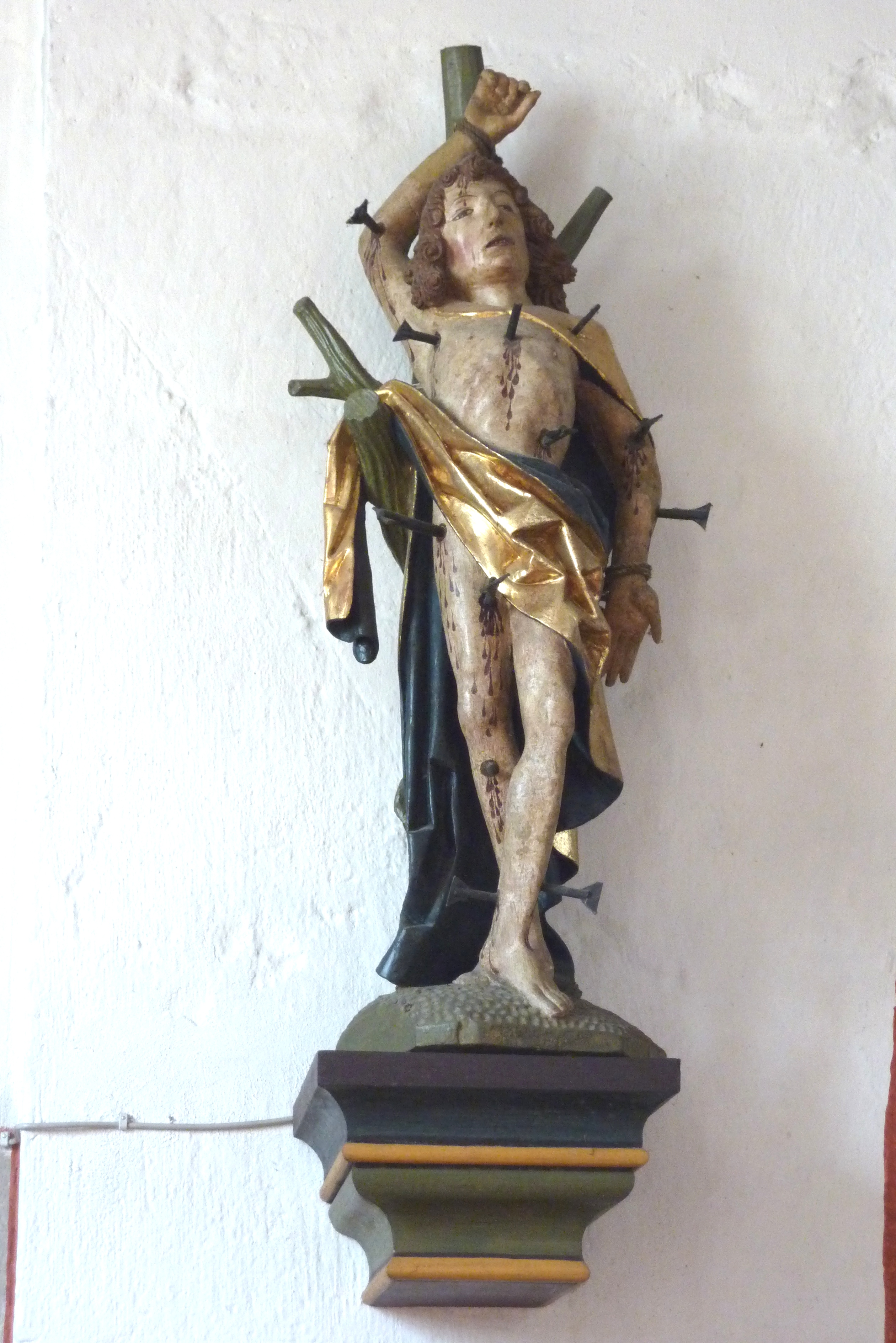
Heiliger Sebastian
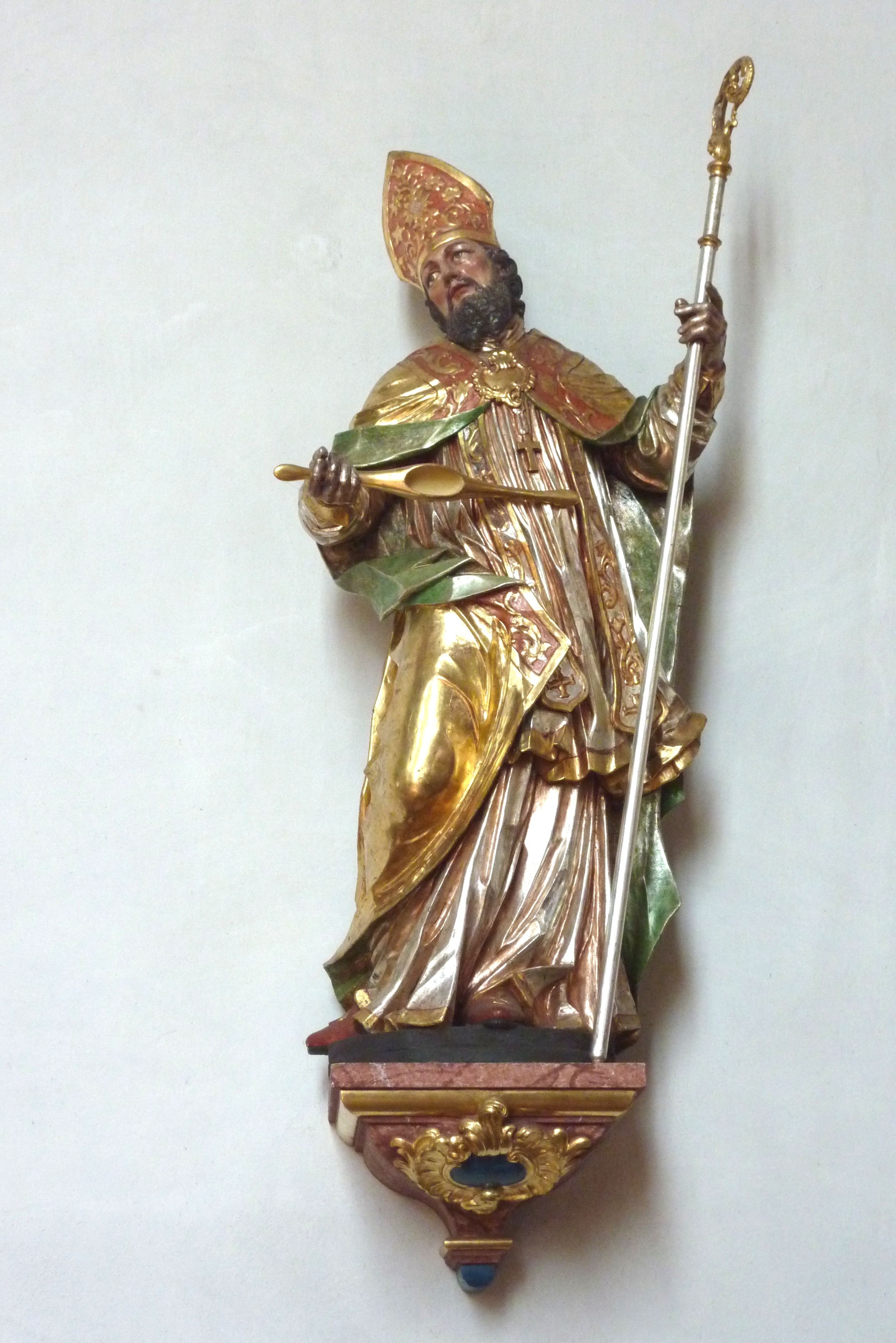
Heiliger Severus
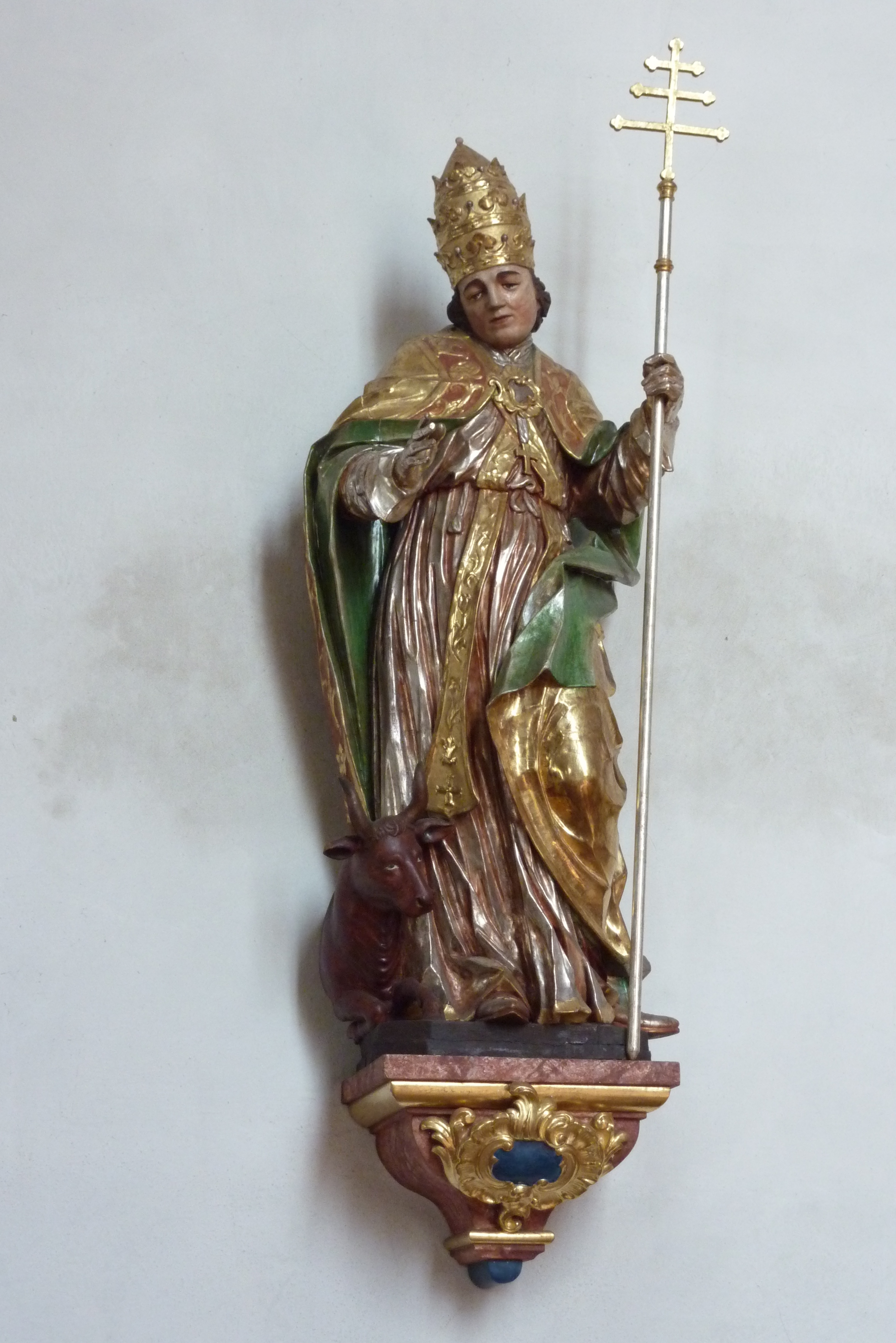
Heiliger Silvester
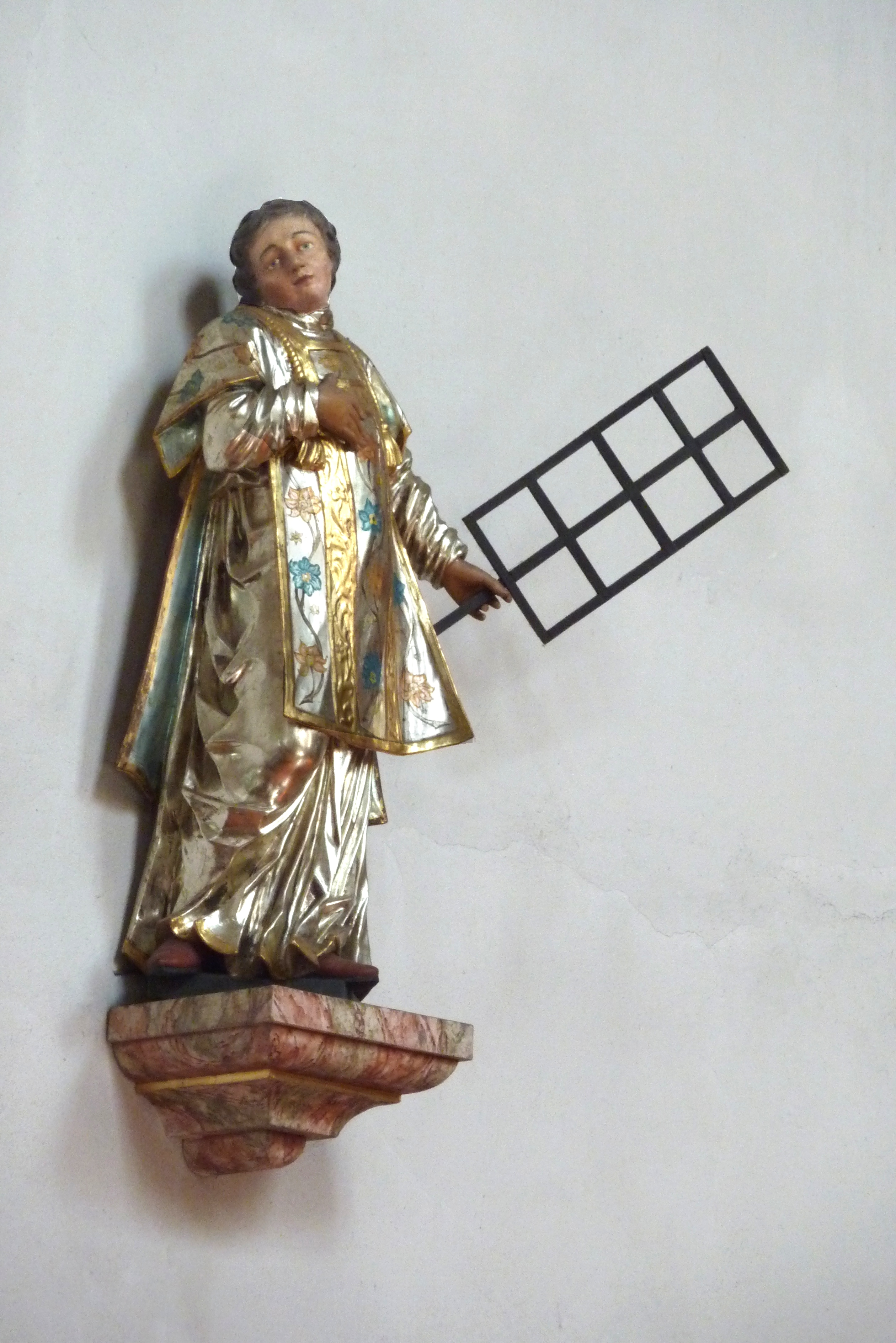
Heiliger Laurentius
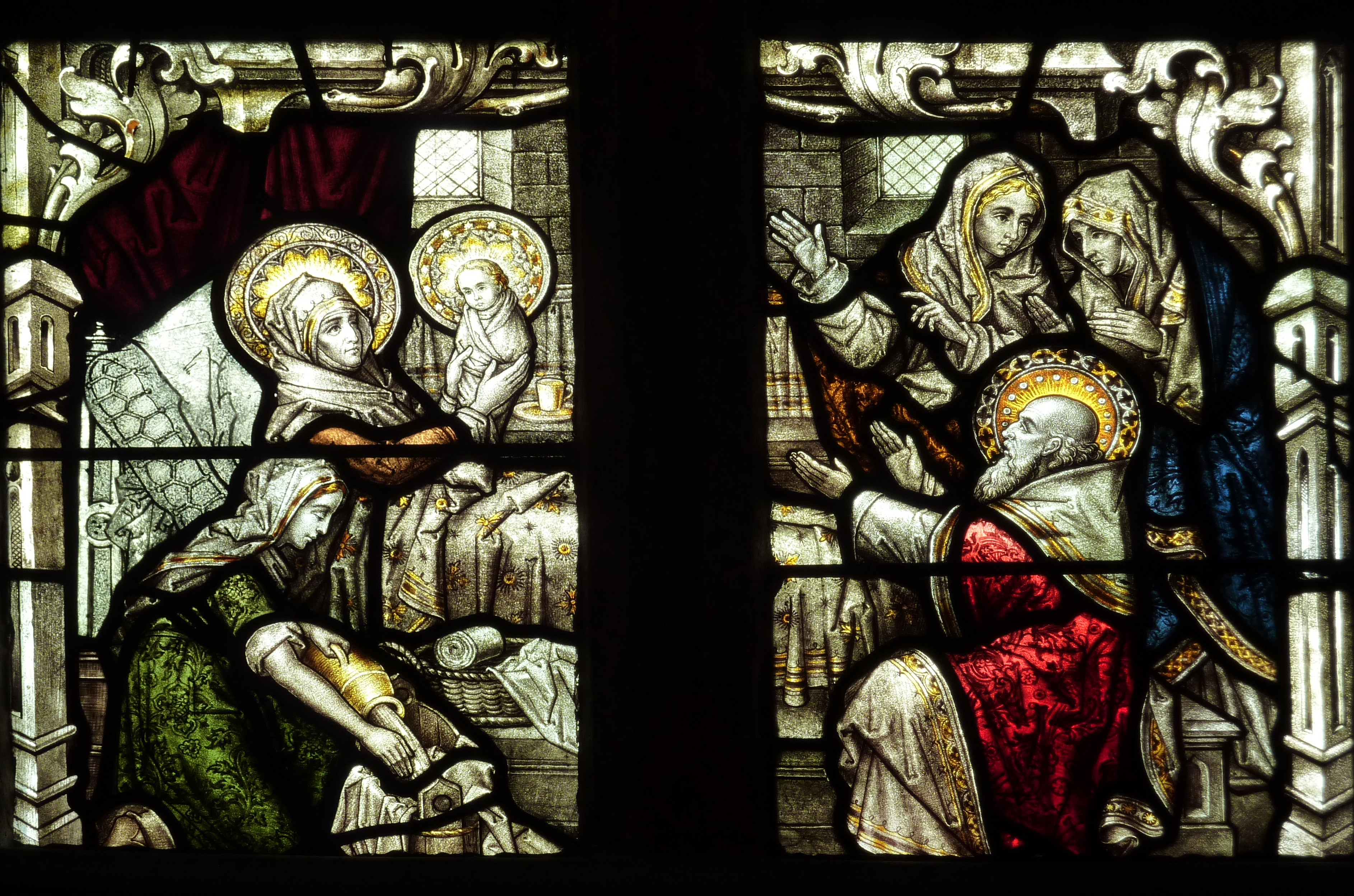
Fenster Geburt Mariä (Ausschnitt)

## Fenster
Auch die Glasmalereien sind neugotisch. Auf den rechten Chorfenstern werden die  Kreuzauffindung durch die hl. Helena und die Kreuzerhöhung durch Kaiser Herakleios dargestellt. Die Fenster der Taufkapelle stellen Szenen aus dem Marienleben dar.